# Metastrongylidae
De Metastrongylidae is een familie longwormen die behoren tot de orde Strongylida. Deze orde bestaat uit een groot aantal soorten parasitaire rondwormen (Nematoden).
Over de indeling van de rondwormen is geen consensus. De soort Skrjabingylus chitwoodorum wordt ook tot deze familie gerekend. 
Fauna Europaea rekent alleen het geslacht Metastrongylus tot deze familie en het geslacht Skrjabingylus is hier een aparte familie (Skrjabingylidae) met één geslacht en twee soorten (S. nasicola en S. petrovi).
- Geslacht Metastrongylus
- Geslacht Skrjabingylus (volgens Taxonomy browser)